# Silvano Bulgari

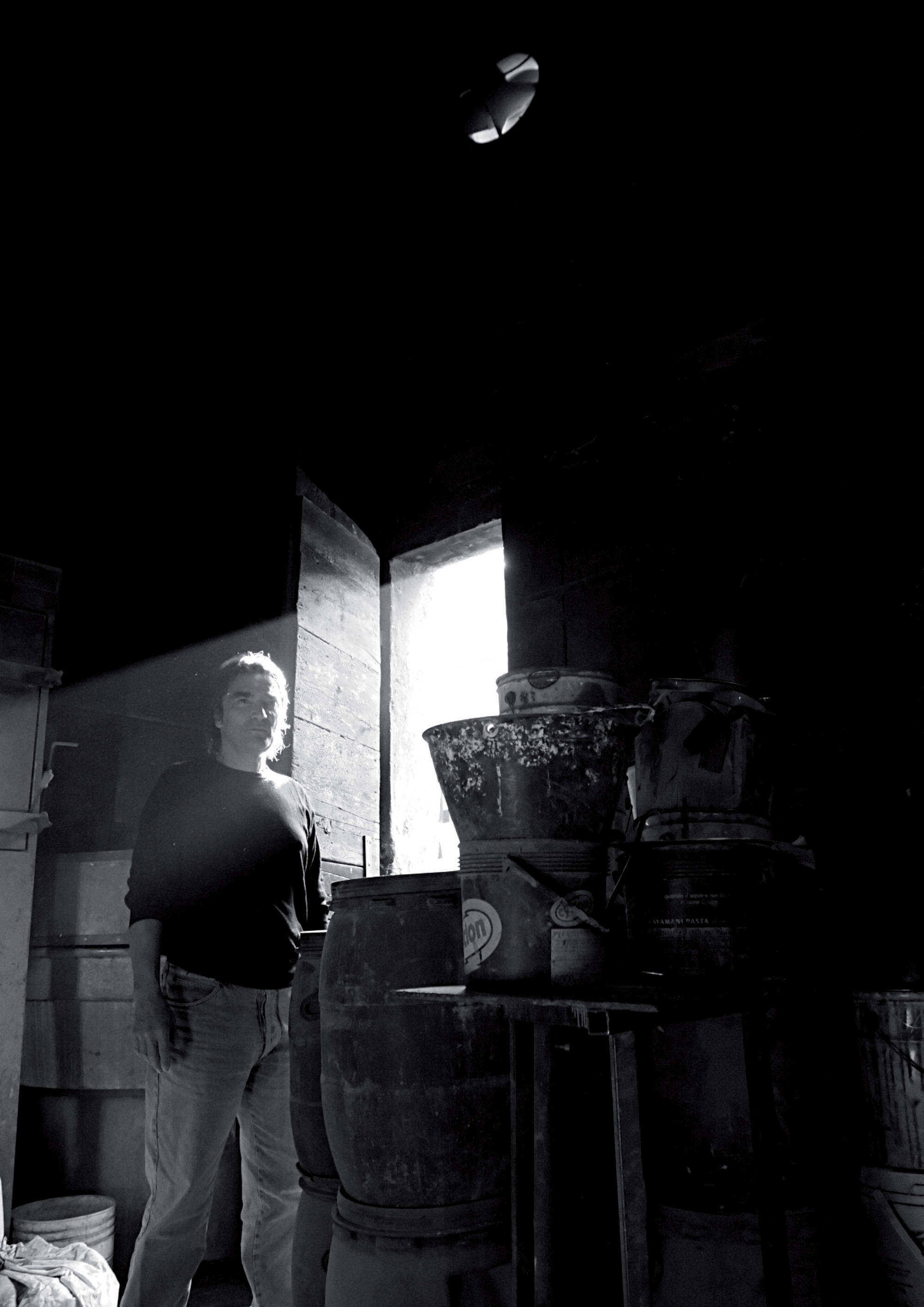
Silvano Bulgari nel suo laboratorio

Silvano Bulgari (Milano, 29 giugno 1955 – Milano, 16 luglio 2023) è stato uno scultore italiano.

## Biografia
Figlio di Giorgio (1907–1987), cesellatore e sbalzatore di metalli preziosi, crebbe e si formò nella Milano del dopoguerra nel laboratorio di famiglia, nel quale il padre gli trasmise l'interesse per l’arte, la cultura orafa e la scultura. Iniziò la sua attività artistica nel 1973 con la tecnica della cera persa, tipica delle botteghe rinascimentali. Nelle sue sculture in bronzo utilizzò materiali come cristallo di rocca, lava, pietre dure, prestando una particolare attenzione alle patine. Grazie alla pratica di attività legate al campo dell'oreficeria, realizzò gioielli accostando elementi come i meteoriti ai materiali preziosi.
Negli anni ottanta creò l’opera Drago Verde, miniatura della tipica fontanella di Milano. Quest'opera, nel corso degli anni, è stata donata dal Comune di Milano a diversi ospiti internazionali in visita nel capoluogo Lombardo, tra cui l’attuale Dalai Lama Tenzin Gyatso, Michail Gorbaciov ed Helmut Kohl.
In campo internazionale, le opere sono state esposte in occasione di Infinito nel terzo millennio (2000) presso il Parlamento europeo di Strasburgo (Francia) e di A Taste of Royalty (2000) organizzata a Manila (Filippine) dall’Ambasciata Italiana.
Presso la Fondazione di Studi di Storia dell’Arte Roberto Longhi di Firenze, nel 2001, si è tenuta anche la mostra L’altro Bulgari, riproposta a Milano nel 2003 al Refettorio delle Stelline dalla stessa Fondazione Longhi.
Nel 2007 realizzò la scultura monumentale “Giochi proibiti” per il comune di Arconate.
Dal 2008 al 2012 espose le sue opere in numerose città italiane tra cui Mantova, Bergamo, Ferrara e Como.  
Il suo sito ufficiale contiene anche un blog.

## Percorso artistico

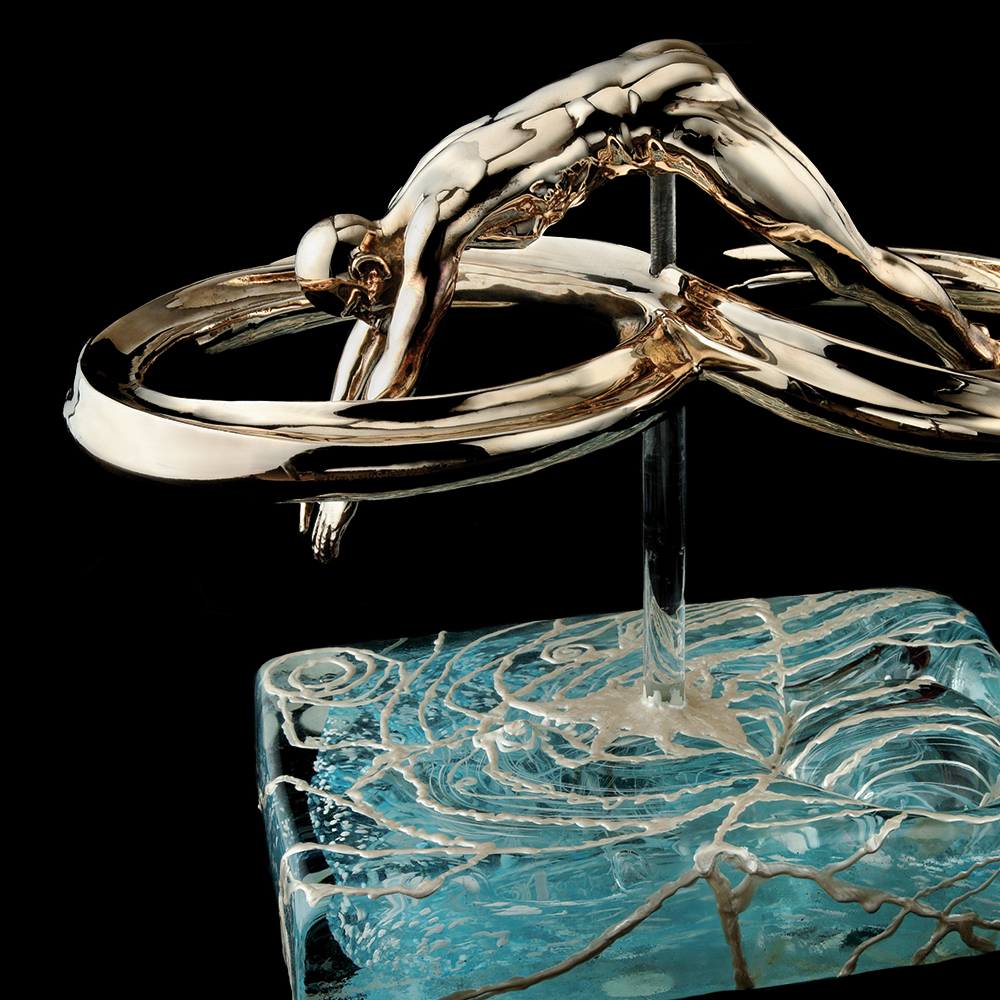
Silvano Bulgari, Infinito nel terzo millennio (1990, collezione privata)

Le sue sculture «sono ispirate alla natura, alla mitologia e alle favole, con un’attenzione particolare alla dualità insita nell'uomo e al suo lato oscuro», ma anche all'antico Egitto, al Rinascimento italiano e alla Art Nouveau.

## Esposizioni personali
- 1989 Milano, Circolo del Giardino, Fondazione R. F. Kennedy
- 1998 Monaco di Baviera – Germania, Hypo Bank
- 2000 Manila, Filippine, Ambasciata Italiana
- 2000 Strasburgo, Francia, Palazzo del Parlamento Europeo, “Infinito nel terzo millennio”
- 2001 Firenze, Fondazione di Studi di Storia dell’Arte Roberto Longhi, “L’altro Bulgari”, 16 maggio – 20 maggio 2001, a cura di Maria Cristina Improta, Comitato scientifico: Cristina Acidini, Mina Gregori e Antonio Paolucci
- 2003 Milano, Gruppo Credito Valtellinese – Refettorio delle Stelline, “L’altro Bulgari” a cura di Maria Cristina Improta
- 2004 Milano, Galleria Borgogna di G. Shubert, “Personale di Silvano Bulgari”
- 2008 Calolziocorte-Lecco, “Silvano Bulgari e il Monastero Santa Maria del Lavello”
- 2009 Mantova, Palazzo della Ragione, “Statue Titolate”[8]
- 2010 Varenna, Villa Monastero, “Sculture Gioiello”
- 2010 Bergamo, Palazzo della Provincia, “Statue Titolate”[9]
- 2011 Ferrara, Teatro Nuovo, “Il Senso del Tempo”[10]
- 2012 Como, Spazio Ratti (ex Chiesa di San Francesco), “Silvano Bulgari - Il Senso del Tempo”[11][13][12]